# イヌイット
イヌイット (Inuit) は、カナダ北部などの氷雪地帯に住む先住民族である。カナダにおいてはファースト・ネーション、メティスと並んで、カナダ1982年憲法法第35項において先住民としての権利が確認されている３つの主要な先住民族グループの一つである。

## 「イヌイット」と「エスキモー」
もともと、「エスキモー」という呼び名は隣接してカナダなどに先住していたインディアンの一派アルゴンキン族による呼び名である。語源は「かんじきを編む者」という意味であったが、後に「生肉を食らう野蛮人」という侮蔑の意を帯びるようになった。この為、カナダに住むエスキモー民族は「エスキモー」という呼び名を拒否している。彼らはイヌクティトゥット語で「人」を意味する Inuk の複数形、すなわち「人々」という意味の民族名「イヌイット」を自称しており、一般的に「イヌイット」と呼ばれる。
一方、アラスカからロシア極東最東部のチュクチ自治管区にかけては「ユピク」と「イヌピアット」というエスキモー民族の一派が先住していた。彼らのうち、「イヌピアット」は比較的「イヌイット」に近い文化を持つが、いずれも「イヌイット」ではないとして、「イヌイット」と呼ばれることを拒否している。この為、彼らは「エスキモー」または「ユピク」「イヌピアット」と呼ばれる。
また、グリーンランドのイヌイットは、しばしばカラーリットと呼ばれる。
このような事情のため、「イヌイット」はカナダに限定して使うこともある。

## 居住地域
極めて寒冷な地域である、カナダ北海岸の準州であるユーコン準州、北西準州、ヌナヴト準州、およびケベック州、ニューファンドランド州、アメリカ合衆国のアラスカ州、デンマーク領のグリーンランドに住む。特にヌナヴト準州では民族自治がなされている。

## 生活態様
地球上で最も寒冷な地域に太古の昔より居住、生活し続けて来た稀有な民族である。
古来からの伝統的な食生活は主に肉食で、地域にもよるが、主にオットセイやセイウチ、クジラ等を捕まえて食べるのが一般的である。また、トナカイを狩る事もある。ワシントン条約などで狩猟が規制されているイッカクなどの動物についても、イヌイットは狩猟が認められている。
近年は都市化が進み、スーパーマーケット等で食品を購入して食べる等、イヌイット以外の人々と大差の無い生活を送っている。
また、衣服や靴は古くは獣の皮を剥いで作った毛皮製の物だったが、現在は洋服店や靴屋、ネット通販等で購入した市販の洋服や靴が一般的である（「アノラック#イヌイットの衣装」を参照）。

## 言語

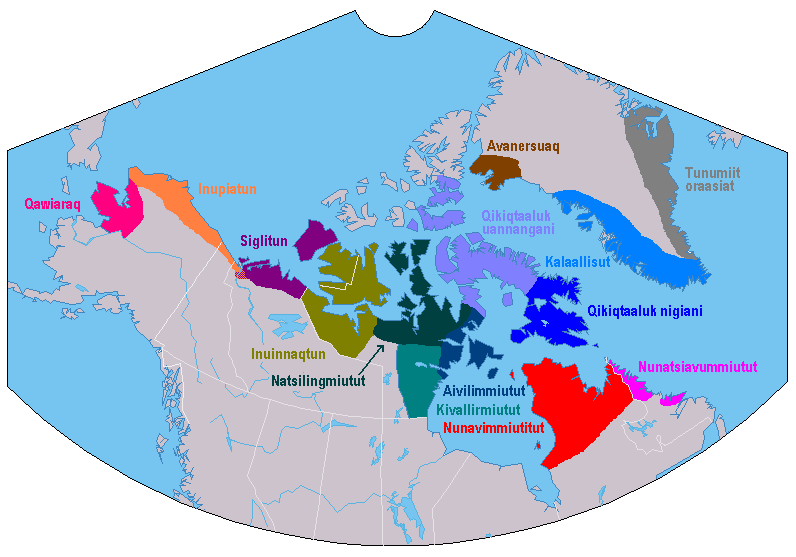
イヌクティトゥット語（イヌイットの言語）の分布。ほぼイヌイットの分布と考えてよい。方言で色分けしてある。

固有の言語はイヌクティトゥット語で、エスキモー・アレウト語族に属する。グリーンランドで話される方言はグリーンランド語とも呼ばれる。
各国の公用語の英語、フランス語、デンマーク語も広まりつつある。
イヌクティトゥット語の表記には文字は全域でラテン文字が使われるが、カナダではカナダ先住民文字も併用される。